# Xiaomi Qin 2
Xiaomi Qin 2 — смартфон, розроблений Xiaomi, особливістю якого стала встановлена полегшена версія Android Go і дуже вузький корпус. Pro-версія мала 2 Гб пам'яті, тому запускала повну версію Андроїд 9.0.

## Дизайн
Екран смартфону виконаний зі скла. Корпус смартфону виконаний із пластику. Корпус відрізняється своєю вузькістю.
Знизу знаходяться роз'єм USB-C із підтримкою OTG. З лівого боку смартфона розташований слот під SIM-картку. З правого боку розміщені кнопки регулювання гучності та кнопка блокування смартфону.
Є ІЧ-порт для керування побутовою технікою (телевізори, кондиціонери), виділена кнопка для запуска голосового асистента.

## Технічні характеристики

### Платформа
Смартфон отримав чипсет Unisoc SC9863A.

### Батарея
Батарея отримала об'єм 2100 мАг.

### Камера
Смартфон отримав основну камеру 7.95 Мп. У нього немає фронтальної камери.

### Екран
Екран IPS, 5.05", (576 x 1440) із співвідношенням сторін 22.5:9

### Пам'ять
Продавався смартфон в комплектаціях 1/32 та 2/32 ГБ (Про-версія).

## Програмне забезпечення
Xiaomi Qin 2 працює на спеціально розробленій для слабких смартфонів Android Go версії 9. В той же час про-версія працює на повноцінній версії Android Pie (Android 9).

### Голосовий помічник
Смартфон постачається із голосовим помічником Xiao Ai. З його допомогою можна телефонувати, дізнаватися погоду, встановлювати будильник, слухати музику тощо.

### Вбудований перекладач
Смартфон Qin 2 Pro розпізнає 62 мови, робить 36 фонетичних переклади і 10 напрямків перекладу фотографій.